# Аря Вас
Аря Вас (словен. Arja vas) — поселення в общині Жалець, Савинський регіон, Словенія. 
Висота над рівнем моря: 250,3 м.